# Monster 4x4: World Circuit
Monster 4x4 World Circuit è un videogioco di guida di monster trucks sviluppato e pubblicato dalla Ubisoft. È stato pubblicato all'inizio del 2006 per Xbox, ed in seguito per Wii come titolo di lancio della console. Il videogioco è il sequel di Monster 4x4: Masters of Metal, benché non abbia la licenza di Monster Jam. Nel 2009 è stato pubblicato un altro sequel del gioco, sempre sviluppato dalla Ubisoft Reflections, ed intitolato Monster 4x4: Stunt Racer, rilasciato su wii nel 2009.